# UK Tour '75
UK Tour '75 es un álbum en directo de la banda de rock irlandesa Thin Lizzy, grabado en la universidad de Derby, Inglaterra el 21 de noviembre de 1975, parte de su gira de promoción del disco Fighting y publicado en 2008. Los sobrevivientes de la banda autorizaron la publicación de UK Tour '75, quienes supervisaron la remasterización digital del mismo.
Algunas de las canciones eran inéditas en los discos de la banda hasta el momento, como "Cowboy Song", presentada esa noche por Phil Lynott como "Derby Blues".

## Lista de canciones
1. "Fighting My Way Back" (Phil Lynott) – 3:51
2. "It's Only Money" (Lynott) – 3:54
3. "Wild One" (Lynott) – 4:24
4. "For Those Who Love to Live" (Brian Downey, Lynott) – 5:06
5. "Still in Love with You" (Lynott) – 9:22
6. "Showdown" (Lynott) – 5:32
7. "Suicide" (Lynott) – 5:07
8. "Rosalie" (Bob Seger) – 3:59
9. "The Rocker" (Eric Bell, Downey, Lynott) – 3:55
10. "Sha-La-La" (Downey, Lynott) – 7:09
11. "Baby Drives Me Crazy" (Downey, Scott Gorham, Lynott, Brian Robertson) – 6:24
12. "Me and the Boys" (Lynott) – 6:43
13. "Cowboy Song" ("Derby Blues") (Downey, Lynott) – 6:49
14. "Little Darling" (Lynott) – 3:13
15. "Soundcheck Jam" (Downey, Gorham, Lynott, Robertson) – 2:47

## Créditos
- Phil Lynott – bajo, voz principal
- Scott Gorham – guitarra líder, coros
- Brian Robertson – guitarra líder, coros
- Brian Downey – batería, percusión